# Wikstroemia sericea
Wikstroemia sericea är en tibastväxtart som beskrevs av Erling Christophersen. Wikstroemia sericea ingår i släktet Wikstroemia och familjen tibastväxter. Inga underarter finns listade i Catalogue of Life.